# Meulan-en-Yvelines
Meulan-en-Yvelines je francouzské město v departementu Yvelines, region Île-de-France. Leží na pravém břehu řeky Seiny 16 km od Mantes-la-Jolie a asi 40 km západně od Paříže.

## Geografie
Sousední obce: Vaux-sur-Seine, Mézy-sur-Seine, Hardricourt, Tessancourt-sur-Aubette, Évecquemont a oddělená Seinou Mureaux.
K obci patří i dva říční ostrovy île du Fort a île Belle.

## Památky
- kostel sv. Mikuláše z 11. století
- most z 11. století

## Vývoj počtu obyvatel
Počet obyvatel

## Osobnosti
- Olivier le Daim (asi 1428-1484), královský poradce
- Antoine Didier Jean-Baptiste Challan (1754-1831), politik
- Jean-Paul Bignon (1762-1843), kazatel
- Sophie de Condorcet (1764-1822), spisovatelka
- Claude Ursule Gency (1765-1845), generál
- Pierre Daru (1767-1829), spisovatel
- Georges Nicolas Marie Létang (1788-1851 ), generál
- Adolphe d'Archiac (1802-1868), geolog a paleontolog
- Léon Gustave Ravanne (1854-1904), malíř
- Michel-Louis Victor Mercier (1810-1894), sochař
- Maurice Thiriet (1906-1972), hudební skladatel
- Brigitte Gros (1925-1985), politička a spisovatelka
- Marcel Lachiver (1934-2008), historik
- David Douillet, judista
- Nicolas Fargues, spisovatel
- M'Baye Niang, fotbalista

## Doprava
Město je dostupné železnicí na trati Gare Saint-Lazare – Mantes-la-Jolie.

## Partnerská města
- Taufkirchen
- Kilsyth